# Railway Gazette International
A Railway Gazette International egy havonta megjelenő, angol nyelvű vasúti újság. A lap témája a vasúti közlekedés, jelzők és vasúti járművek a világ minden tájáról. A legelső lap 1835-ben jelent meg The Railway Magazine címen. Szerkesztője Chris Jackson. Jelenlegi nevét 1970 októberében kapta.

## Lásd még
- Railway Gazette Group